# 雅典音乐学院

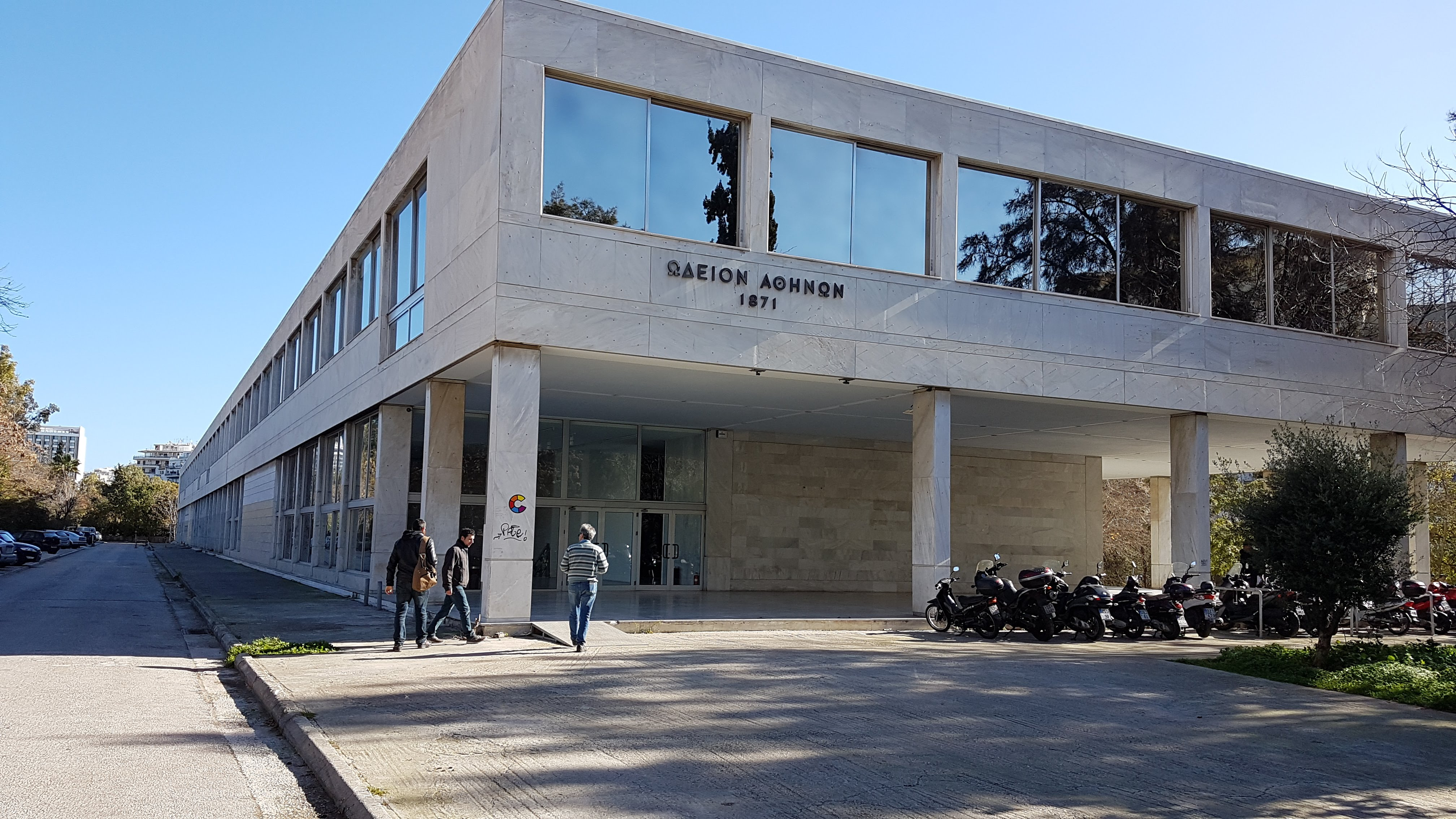
雅典音乐学院

雅典音乐学院是希腊最古老的表演艺术教育机构以及音樂學院，並開設作曲、军乐、音乐理论、拜占庭教堂音乐（东正教堂音乐）等课程。它成立於1871年，位於雅典。马诺利斯·卡洛米里斯、斯皮罗·萨马拉斯、瑪麗亞·卡拉絲、季米特里斯·米特罗普洛斯、尼科斯·斯卡尔科塔斯、米基斯·塞奥佐拉基斯等人曾在該學校任教。